# باولو أنطونيو ألفيس
باولو أنطونيو ألفيس (بالبرتغالية: Paulo António Alves‏) (22 أكتوبر 1969 بلواندا في أنغولا - ) هو لاعب كرة قدم أنغولي في مركز الوسط، شارك في كأس الأمم الأفريقية 1996 وكأس الأمم الأفريقية 1998. وشارك مع منتخب أنغولا لكرة القدم. أما مع النوادي، فقد لعب مع بترو إتليتيكو ونادي أكاديميكا كويمبرا ونادي بنفيكا ونادي فيتوريا سيتوبال وستارلا بريميرو دي مايو ‏ وأتلتيكو سبورت أفياتسو ونادي إيسبينهو وجمعية أرابيراكا الرياضية.

## وصلات خارجية
- باولو أنطونيو ألفيس على موقع الاتحاد الدولي (مؤرشف)  (الإنجليزية)
- باولو أنطونيو ألفيس على موقع قاعدة بيانات كرة القدم.إي يو (الإنجليزية)
- باولو أنطونيو ألفيس على موقع ناشيونال فوتبول تيمز (الإنجليزية)